# Dama de honor

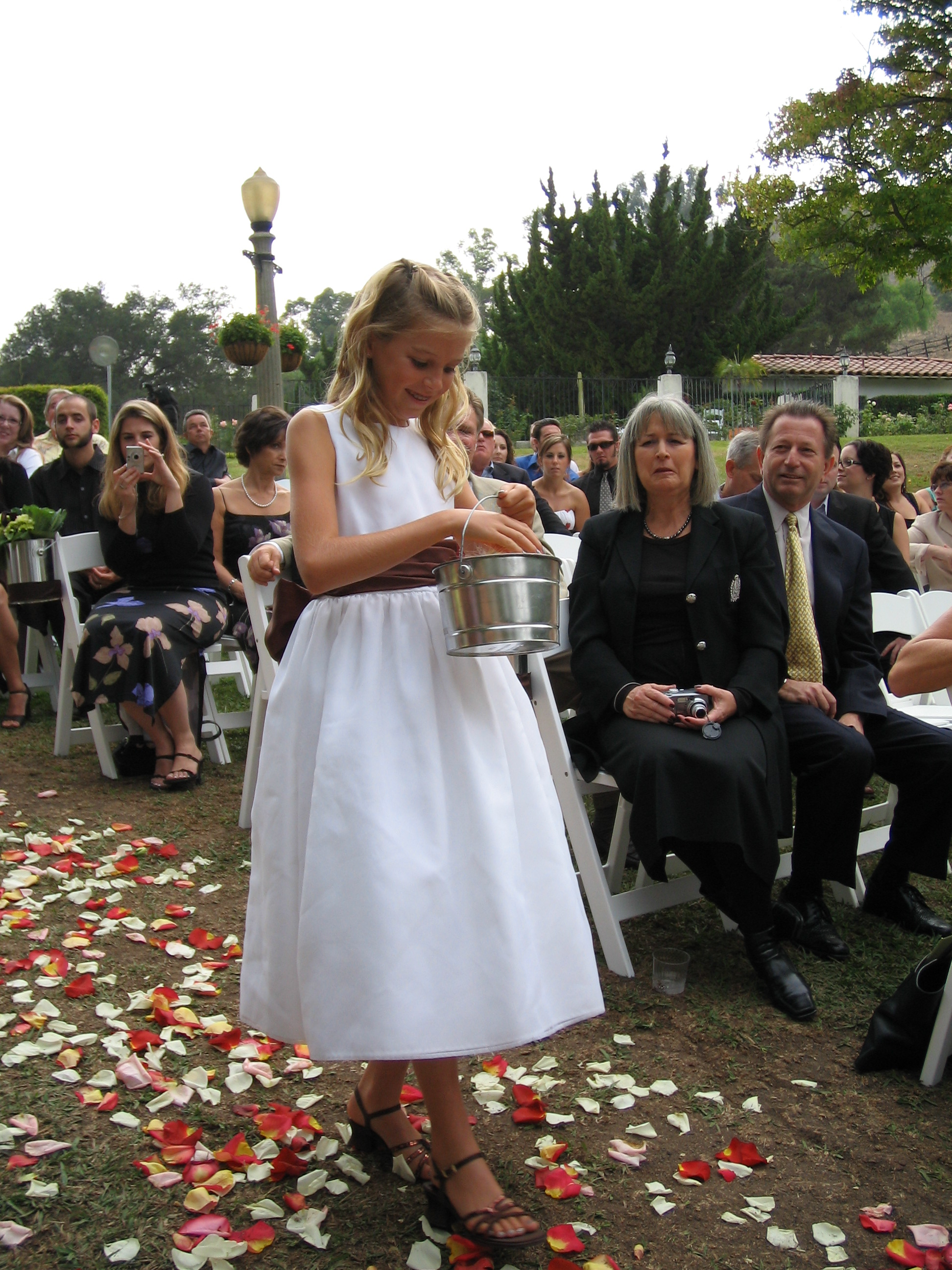
Una niña como dama de honor durante una boda cristiana.

La mayoría de las religiones en el mundo dentro de sus prácticas rituales de la ceremonia de bodas, incluyen la figura de la dama de honor (bridesmaid, en el mundo anglosajón) una niña generalmente menor de 12 años con vínculo consanguíneo directo con la novia, quien es la encargada de abrir el séquito y acompañarla hasta el altar. En algunas ocasiones está acompañada de un paje conocido también en las culturas angloparlantes como ring bearer (chico del anillo).
Durante el siglo XX, el rol de la dama de honor se fue transformando a medida que los rituales nupciales se flexibilizaban, y especialmente en los de carácter civil esta figura ha desaparecido. En las culturas cristianas protestantes el concepto se refiere a una mujer adulta y no una niña, como estipula el ritual nupcial católico. En los países protestantes principalmente Estados Unidos, existe además de forma independiente el concepto de "flower girl", que es equivalente al término dama de honor de los países católicos.

## Historia

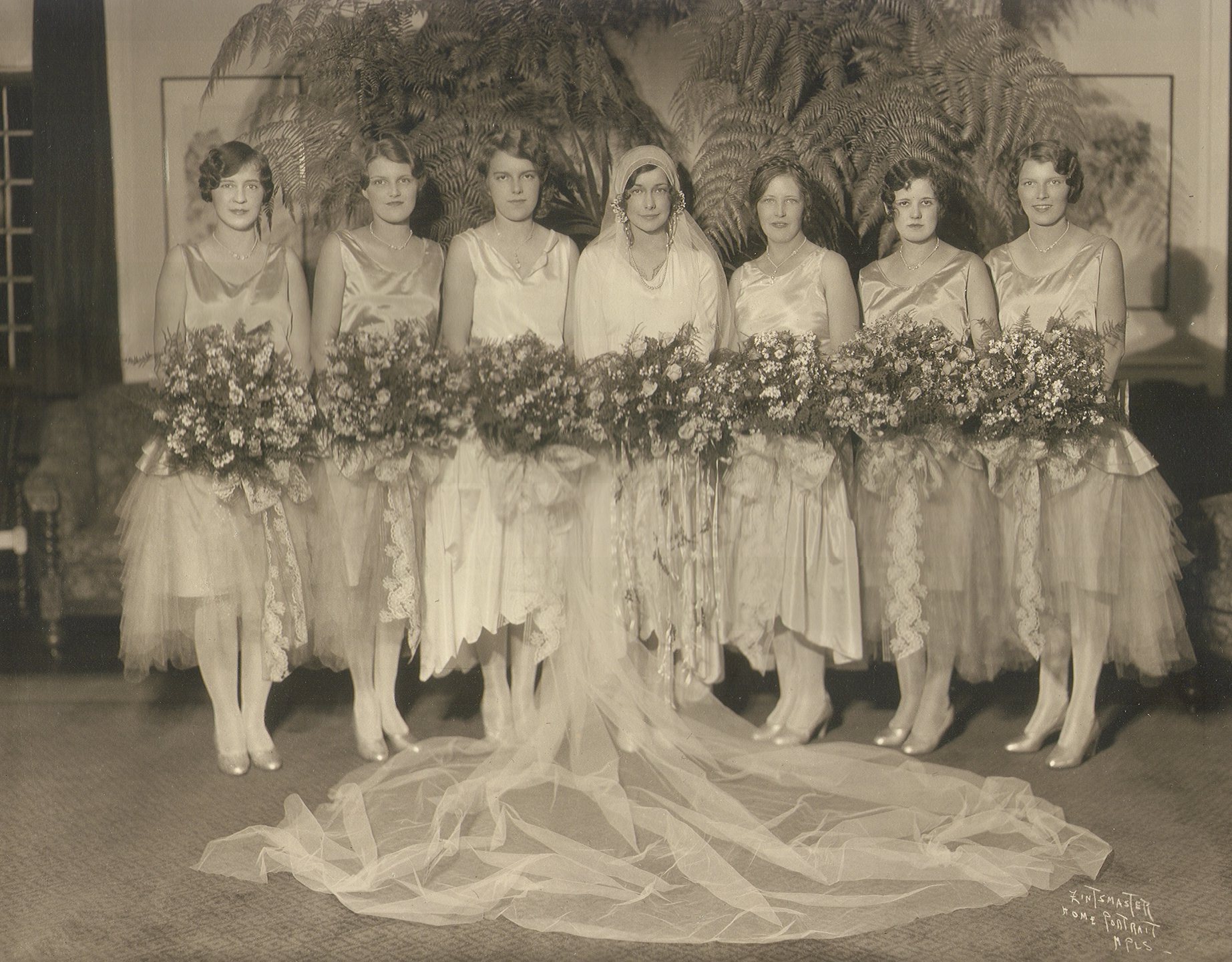
Damas de honor en una boda en EE. UU. en 1929.

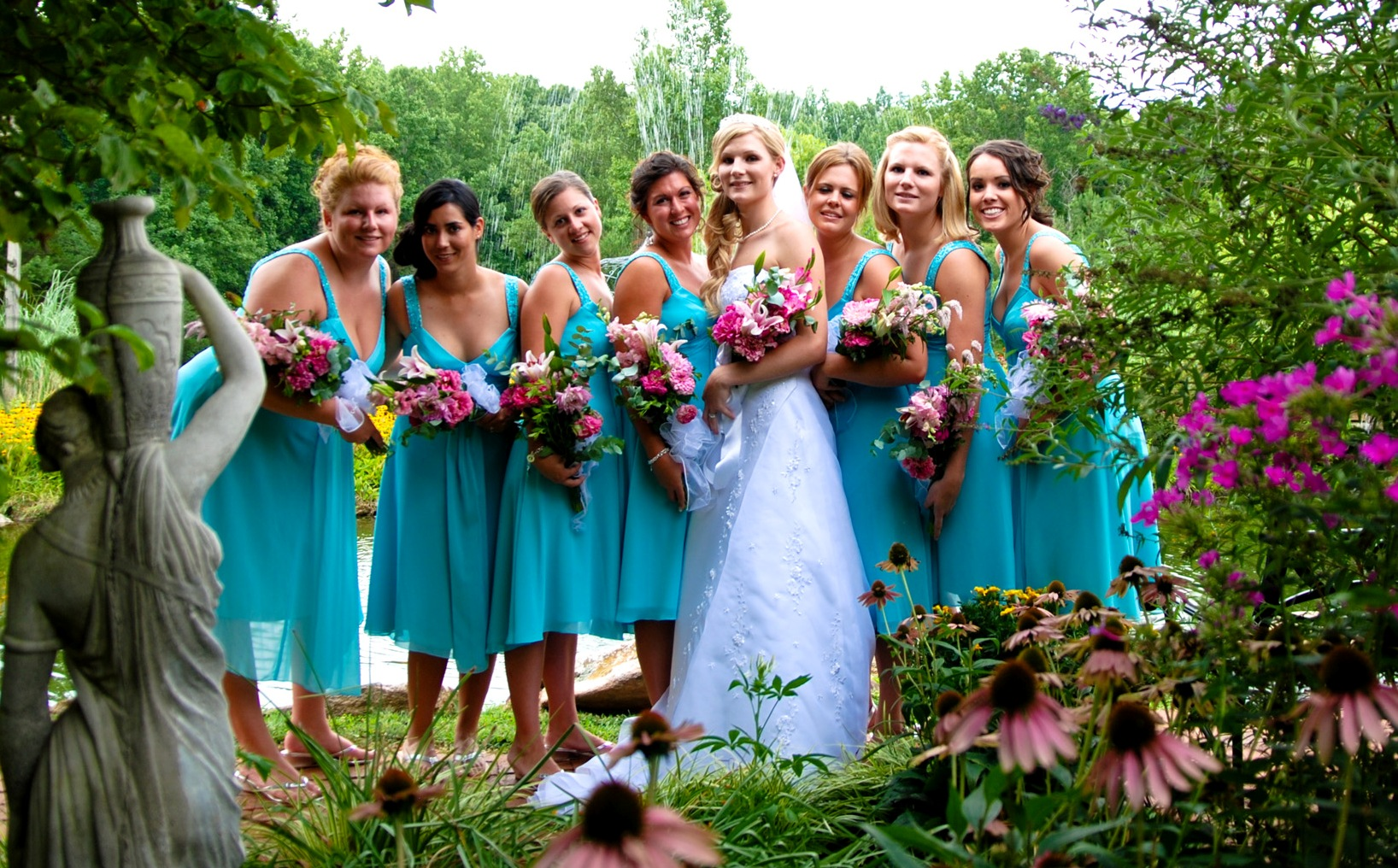
Damas de honor en países protestantes.

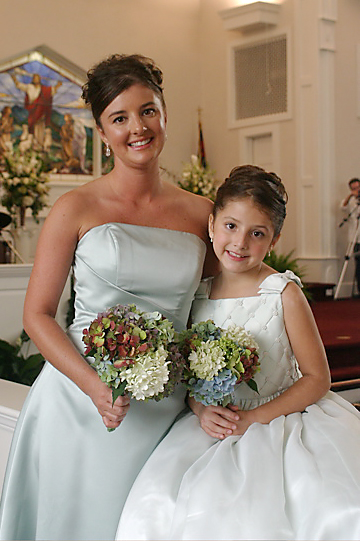
Comúnmente es una niña cercana a la novia.

La tradición de llevar una dama de honor durante una ceremonia nupcial es muy antigua, existen evidencias históricas de este rol en diversas culturas y religiones del mundo incluso en fechas que datan antes de la Edad Media, sin embargo fue durante este periodo que la práctica tomó más fuerza y se institucionalizó en toda Europa, trasladándose posteriormente al continente americano con el "descubrimiento" de América.
El rito cristiano católico originario de la Edad Media denominaba a quien cumplía este rol como damita de honor, refiriéndose a una niña menor de 12 años con parentesco directo consanguíneo con la novia; posteriormente, durante el siglo XIX, el término fue mutando y se cambió por el de "pajesita", para unificar el nombre que recibían los niños que abrían el séquito: "pajes".
De forma paralela, el rito se adaptó en las culturas anglosajonas principalmente como consecuencia del cisma cristiano que dio origen a las religiones protestantes, ampliándose el espectro de personas que conformaban el séquito de la novia, así aparece la figura de dama de honor para referirse a una mujer adulta que acompaña a la novia, y "flower girl" para referirse a la niña que abre la comitiva.
Durante el siglo XX con el fenómeno de la globalización, muchos países católicos adoptaron el concepto protestante de dama de honor pero fusionando esta concepto al modelo católico ortodoxo, razón por la cual el término dama de honor en los países católicos se refiere al concepto original de damita de honor, cuyo equivalente en los países protestantes es la "flower girl".
En otras religiones especialmente las asiáticas existen muchas definiciones para la niña que acompaña a la novia y sus roles son muy variados y diversos, sin embargo por sus matices, implicaciones y trasfondos, es posible concluir que en prácticamente todas las religiones existe una figura equiparable con la dama de honor utilizada en los países católicos o la "flower girl" utilizada en los países protestantes.
En la actualidad se utiliza en diversas disciplinas científicas el término dama de honor para referirse a una niña menor de 12 años con vínculo sanguíneo directo con la novia, encargada de abrir la comitiva nupcial y llevar el arreglo floral, presente en prácticamente la mayoría de los ritos religiosos. 
Solamente en los país cristianos protestantes el término es impreciso pues se refiere a una mujer adulta que acompaña a la novia y es independiente del término "flower girl".

## El ritual
Las ceremonias nupciales generalmente en la mayoría de las culturas, están compuestas de un protocolo de acciones conocido como rituales, los cuales sirven para estandarizar en una comunidad de personas la práctica matrimonial. La dama de honor cumple un papel muy importante en la mayor parte de los rituales nupciales a nivel global, pues generalmente es la encargada de abrir el séquito de la novia. 
En muchas culturas, la dama de honor conocida también como "flower girl" (chica de las flores) es percibida con matices supersticiosos, pues se considera que traerá buena suerte a la futura pareja de esposos.

## Superstición
Muchas culturas en el mundo asigna al rol de la dama de honor un efecto supersticioso, pues se considera que traerá la pareja de esposo buena suerte, mediante la cohesión de la pareja de esposos y simboliza la fertilidad y descendencia.

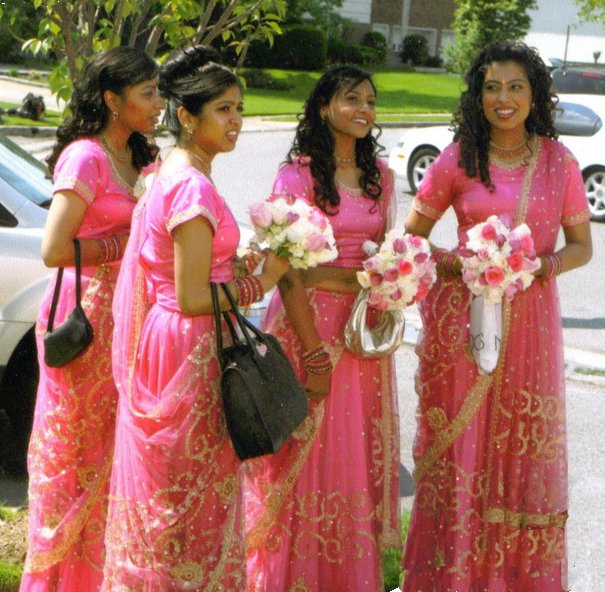
Damas de honor de la India vestidas del rosado tradicional.

Generalmente cuando no existe una niña en la familia de la novia que este ligada en grado directo de consanguinidad como exige el rito nupcial, pues representa la unidad de los esposos y por consiguiente debe tener vínculo directo con la futura esposa, se recurre a otra niña más alejada en el nivel consanguíneo o simplemente a una infante externa a la familia, sin embargo para muchas comunidades, especialmente las hindúes es un mal agüero o de mala suerte que la dama de honor no sea una familiar con vínculo consanguíneo directo. Esta creencia se vincula estrechamente al rito de chamaya pernikahan (maquillaje de matrimonio), por medio del cual se transforma un niño varón en dama de honor, si no existe una niña en la familia, evitando de esta forma que la mala suerte caiga sobre la pareja de esposos, al tiempo que reciben la bendición de Bhagavagati - la diosa hindú de la feminidad.
Pero si bien esta creencia es propia de algunas comunidades confesionales de la región hinduista, algunos antropólogos han detectado que esta práctica está presente de forma esporádica y no sistémica en otras culturas del mundo, descubriendo que incluso en países occidentales cristianos existe la creencia popular de la mala suerte si la dama de honor no es una niña con grado directo consanguíneo y por consiguiente se recurre a un niño (hermano, primo o sobrino) para que cumpla con este menester. Este fenómeno que ha sido denominado por una corriente de la antropología como flower boy se presenta de forma no sistémica en culturas de todo el mundo y existen casos documentados de niños que son vestidos como niñas para ceremonias matrimoniales en países de América y Europa.

## Vestuario
Generalmente la "dama de Honor" deberá llevar un vestido de diferente color que la novia y su maquillaje deberá realizarse con tonos o colores similares a los de la novia.
También será de diferente color al de la madre del novio, según costumbres ancestrales si coinciden quedaran solteras y para vestir santos, por eso la madrina debe desvelar su color

## Estela de Flores
Uno de los principales menesteres que debe cumplir la "dama de Honor" y por el cual es conocida en la lengua inglesa como "flower Girl" (chica de las flores), es el de arrojar pétalos de flores a medida que el séquito nupcial avanza, creando de esta forma una estela de flores sobre la alfombra roja que posteriormente pisará la novia, simbolizando prosperidad, abundancia y felicidad.